# 第三〇一海軍航空隊
第三〇一海軍航空隊（だい301かいぐんこうくうたい）は、日本海軍の部隊の一つ。絶対国防圏防衛の主力戦闘機隊として、太平洋戦争終盤に最前線で迎撃・哨戒行動に従事した。

## 沿革
最前線基地であったラバウルの防衛を担ってきた零式艦上戦闘機が陳腐化し、敵航空部隊が増強されたことから、量産化が始まった局地戦闘機雷電からなる戦闘機隊の編成をもくろんだ。そこでラバウル向けの航空隊として三〇一空、蘭印向けの航空隊として第三八一海軍航空隊を編成した。緊急性が高い三八一空が優先して機体を調達したため、三〇一空は開隊が一月半遅れ、実機訓練も着手できなかったため、実戦投入も大幅に遅れた。
- 昭和18年（1943年）
  - 11月15日 - 茂原飛行場を原隊として追浜飛行場で開隊。横須賀鎮守府附属（雷電48機）。
開隊当初、雷電は試作機1機のみのため、飛行訓練は零式艦上戦闘機で代替。雷電隊は横須賀、零戦隊は厚木・館山で訓練。
- 昭和19年（1944年）
  - 2月14日 - 雷電量産機3機領収。
（1月5日に豊橋で三八一空の雷電が空中分解事故を起こし、三八一空が零戦隊に換装されたため、三八一空納入予定機を流用したもの）
  - 2月20日 - 第四艦隊第二二航空戦隊に転籍。
  - 2月17日 - トラック諸島空襲により、ラバウルへの新戦力投入を断念。進出先を内南洋に変更。
  - 3月4日 - 二二航戦は新編の第十四航空艦隊に転籍。
飛行隊制度を導入、零戦隊は戦闘第316飛行隊、雷電隊は戦闘第601飛行隊に改編。
  - 5月5日 - 二二航戦は第一航空艦隊に転籍。
  - 5月20日 - 「あ号作戦」発動。戦316飛行隊はサイパン島、戦601飛行隊はトラック進出予定。
  - 5月27日 - 「渾作戦」発動。豪北進出が決定し、全機館山に集結。
  - 6月2日 - 戦316飛行隊先遣隊18機、サイパン島に進出。戦316飛行隊本隊19機、硫黄島に進出。
  - 6月11日 - カロリン諸島に敵機動部隊艦載機襲来、応戦したサイパン先遣隊壊滅。
  - 6月15日 - 硫黄島に敵機動部隊艦載機襲来、応戦した戦316飛行隊本隊壊滅。
館山に待機中の戦601飛行隊、雷電放棄・零戦換装のうえ硫黄島進出を下令。
  - 6月17日 - 横須賀海軍航空隊はじめ在関東航空隊で「八幡攻撃部隊」を結成、戦601飛行隊も参加。
  - 6月15日 - 八幡部隊、硫黄島に進出。戦601飛行隊9機を含む。
  - 7月3日 - 硫黄島に敵機動部隊艦載機襲来。翌日までの戦闘で機体喪失。
  - 7月10日 - 解隊。

生産・整備・操作に難点が多かった雷電に振り回された三〇一空は、館山－硫黄島間の片道飛行もおぼつかない雷電の足の短さに泣かされ、遂に雷電を実戦に投入することができなかった。雷電に代わって実戦投入された零戦隊だったが、逐次投入・各個撃破という最悪の結末を迎えた。機体を失った硫黄島の搭乗員は、即刻派遣された輸送機で本土に帰還し、以後の本土防空戦に参加した。しかし、地上要員は帰還ならず、翌年3月の硫黄島地上戦で玉砕する。6月17日の硫黄島進出の際、零戦と引き換えに追浜へ置き去りにした雷電は、第三〇二海軍航空隊など本土防空航空隊に譲渡され、硫黄島から生還した搭乗員と再会できたものもある。

## 主力機種
- 雷電
- 零式艦上戦闘機

## 歴代司令
- 八木勝利 中佐：昭和18年11月15日 - 昭和19年7月10日解隊